# Crépy (Moselle)
Pour les articles homonymes, voir Crépy.
Crépy est une ancienne commune française du département de la Moselle en région Grand Est. Elle est rattachée à celle de Peltre depuis 1809.

## Toponymie
Anciennes mentions : Crispiacum (875) ; Crepiacum (936) ; Crispeium (xiie siècle) ; Crispey (1181) ; Crispei (1190) ; Crespey (1227) ; Creppey, Crespy et Crepey (1429) ; Forte maison de Crepy (1480) ; Crespey (1516).
En allemand : Krispingen (1940-1944).

## Histoire
Le château de Crépy, élevé sur l'emplacement d'une ancienne forteresse au XVe siècle, s'appelle « la Cour-Renault » en 1720 ;  il en dépend une justice haute, moyenne et basse en 1682. Le château fort est attaqué le 11 juillet 1428 par Charles II, duc de Lorraine, par les ducs de Bar et de Bavière, et par le marquis de Bade à la tête de 10 000 chevaux. Ils y entrent le lendemain et fauchent plus de mille arpens de blé autour de cette forteresse, pour ruiner le pays et prendre, s'il était possible, la ville de Metz par la famine. En 1444, les Messins essayent de prendre Crépy, mais après cinq jours de siège, ils sont obligés de se retirer.
Au XVIIIe siècle, Crépy forme avec Peltre une communauté dans le bailliage de Metz et est une annexe de la paroisse de Magny. La commune de Crépy est réunie à celle de Peltre par décret du 29 septembre 1809.

## Démographie
| 1793 | 1800 | 1806 |
| ---- | ---- | ---- |
| 66   | 62   | 65   |

En 1817, Crépy a 60 habitants répartis dans 11 maisons.